# Rott-Tunnel
Der Rott-Tunnel ist ein 351 m (nach anderen Quellen 364 m) langer, denkmalgeschützter, ehemaliger Eisenbahntunnel in Wuppertal. Er befindet sich auf der 1879 eröffneten und inzwischen stillgelegten Bahnstrecke Düsseldorf-Derendorf–Dortmund Süd (heute Nordbahntrasse) zwischen dem Bahnhof Wuppertal-Loh und dem Haltepunkt Wuppertal-Rott. Der Haltepunkt Rott lag direkt am östlichen Tunnel-Portal. Er ist einer von sieben Tunneln auf dem Streckenabschnitt zwischen Mettmann und dem Bahnhof Gevelsberg West.

## Geschichte
Der Tunnel wurde in den Jahren 1877–79 nach Plänen des Baurats Alexander Menne errichtet. Beide Tunnelportale sind seit dem 10. September 1992 als Baudenkmal geschützt.

### Outsides-Projekt
Im Jahr 2006 schufen die brasilianischen Streetart-Künstler Os Gêmeos & Nina im Rahmen des Wuppertaler Outsides-Projekts im Tunnel die Armee der verlorenen Seelen. Wandbilder mit dreißig menschengroßen Gestalten zeigten Frauen, Männer und Kinder als traurige Kreaturen, deren Trostlosigkeit und Verlorenheit die düstere Atmosphäre des alten Tunnels eindrucksvoll in Szene setzte. Das Kunstwerk wurde im Jahr 2010 wegen der Umwandlung der 22 Kilometer langen Trasse der stillgelegten Nordbahn zu einem Fuß- und Radweg vernichtet.

## Beschreibung
Die Tunnelröhre und Portale sind aus Ziegelstein gemauert. Am Ostportal führt die Rödigerstraße über die Trasse, dort ist eine Kombination aus Brücke und Tunnelportal gebaut worden. Das Portal des Bauwerks wurde wahrscheinlich in der Nachkriegszeit umgestaltet. Das Westportal hat einen Stufengiebel mit einer dachartigen Mauerkrone und einem von Sägezahnfries begleiteten Gesims aus Naturstein. Der Stützbogen springt stufenportalartig mehrmals zurück.

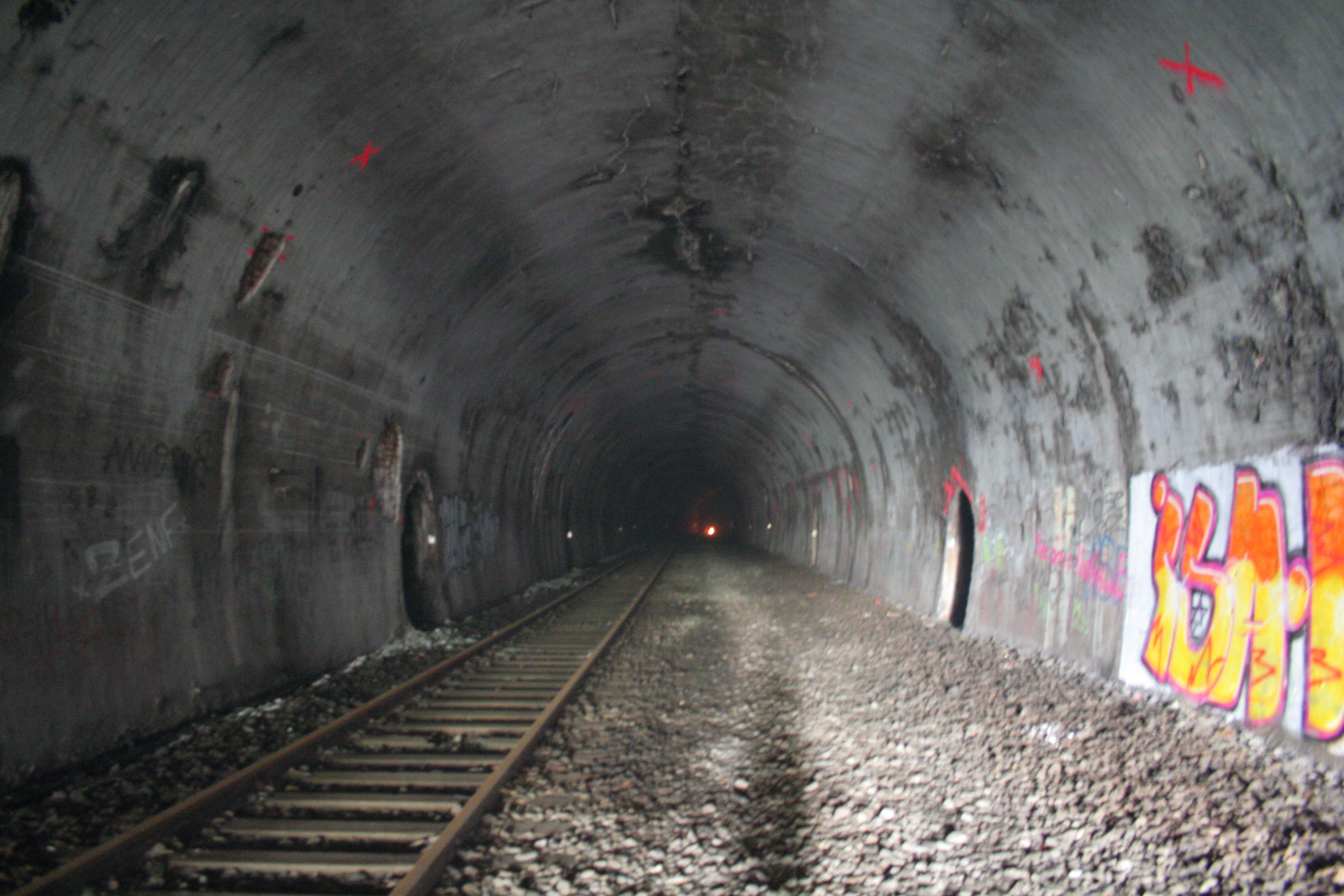
Blick ins Innere (2009)
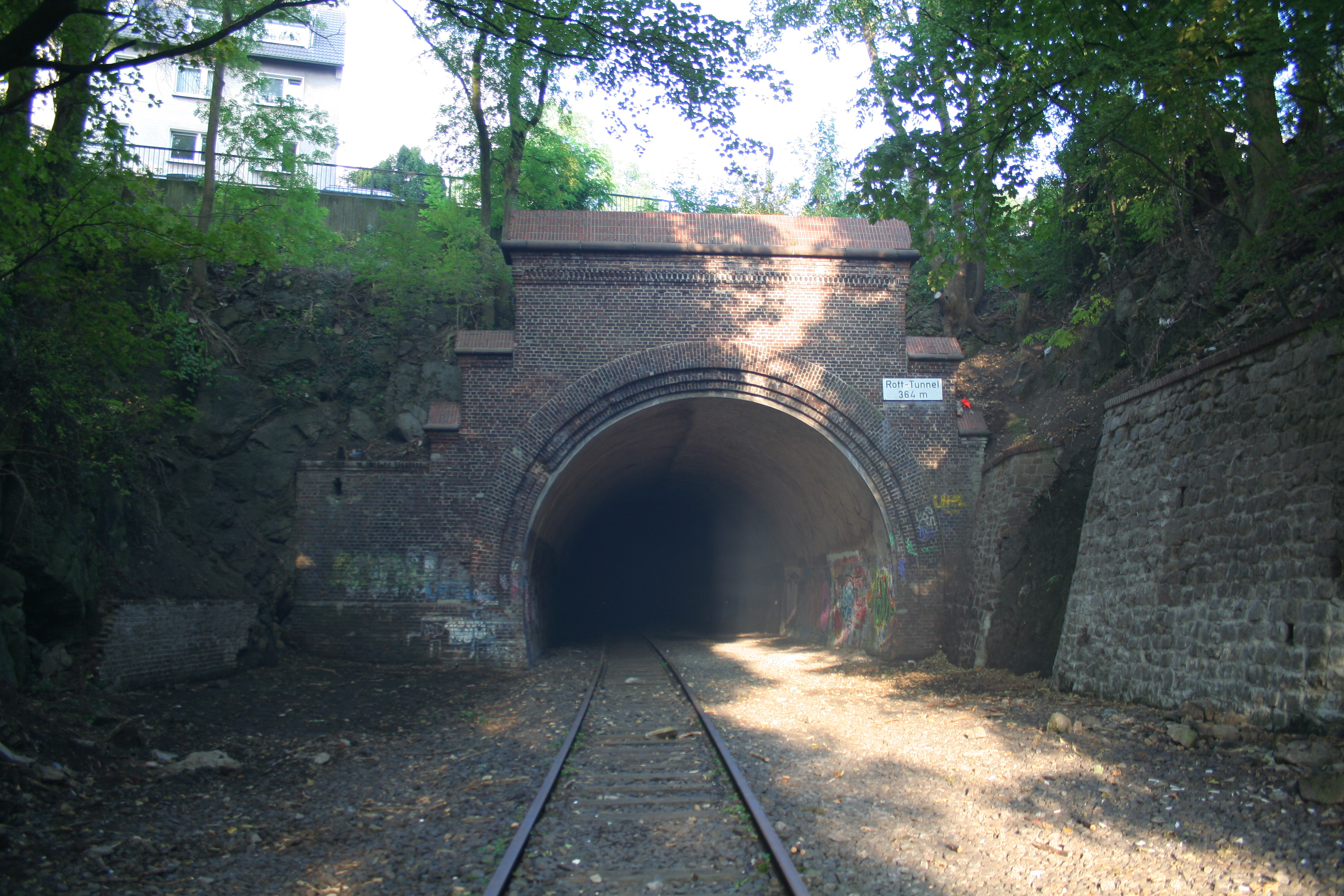
Westportal (2009)
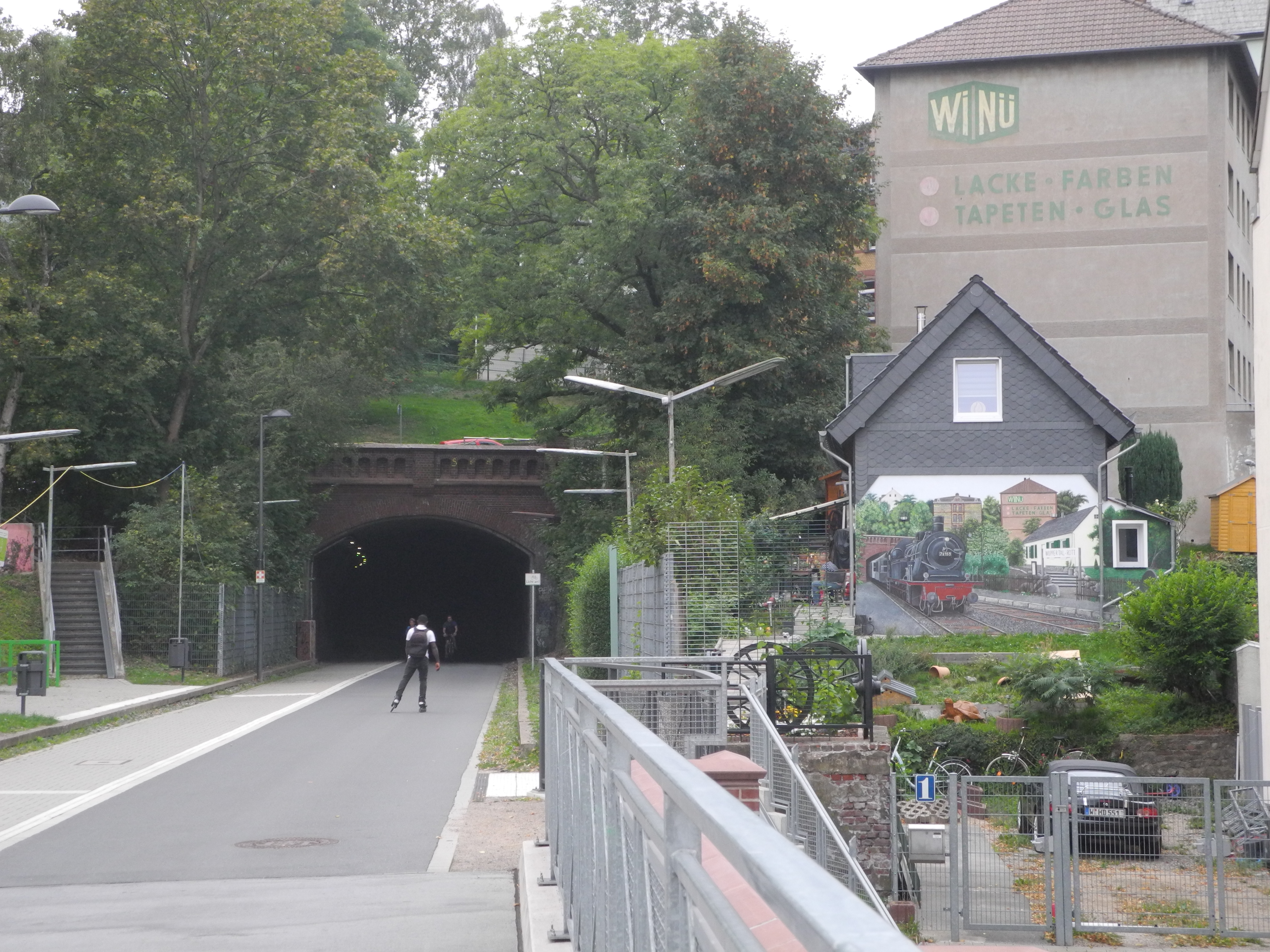
Ostportal und ehemaliger Haltepunkt Rott, 2018
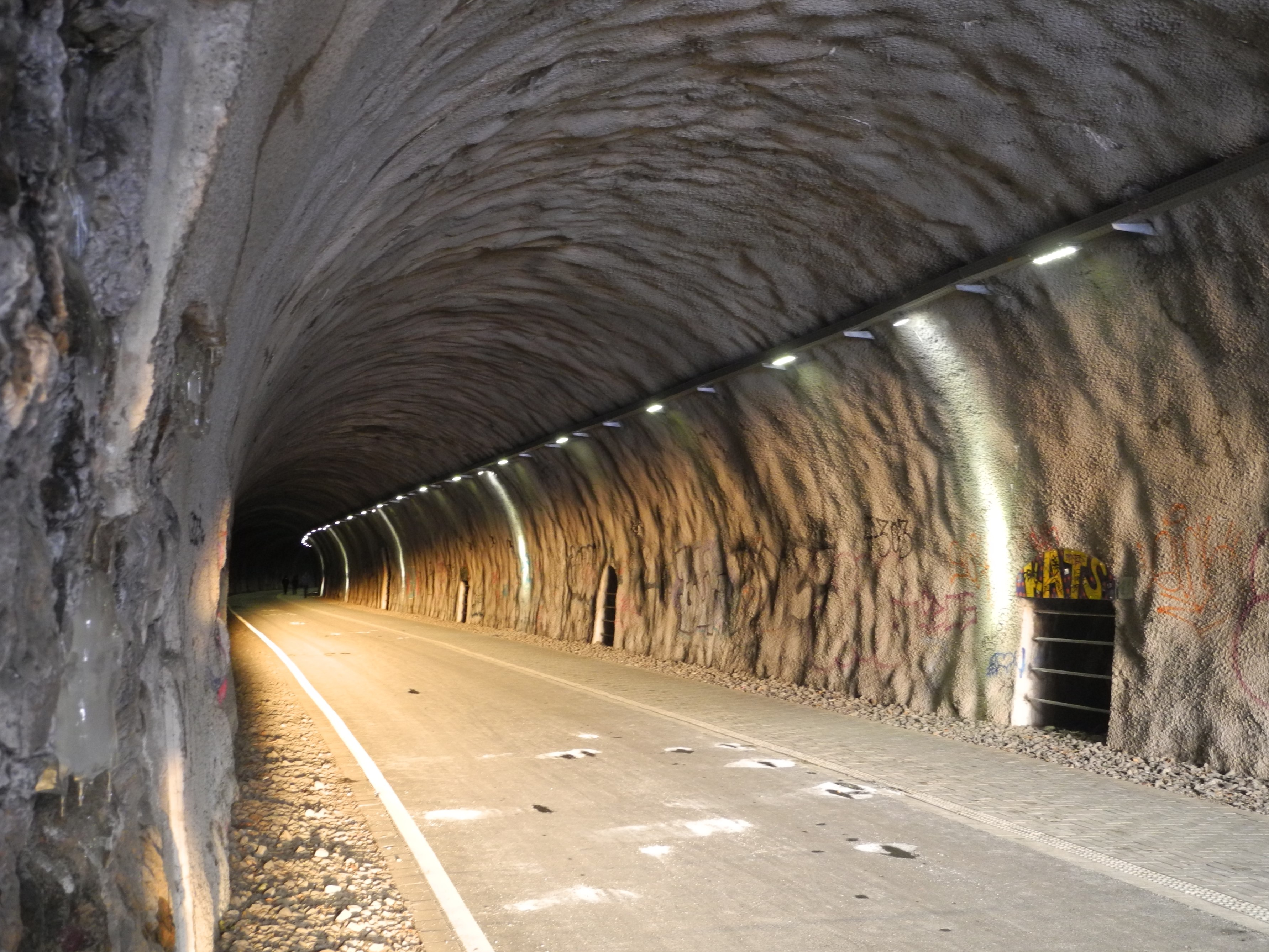
Tunnelröhre, 2021